# Solymos Péter
Solymos Péter (Törökbecse, 1910. december 14. – Budapest, 2000. október 4.) Liszt Ferenc-díjas és Bartók Béla–Pásztory Ditta-díjas magyar zongoraművész.

## Pályafutása
Zeneakadémiai diplomával tovább képezte magát: Bécsben Franz Schmidt, Párizsban Lazare-Lévy tanítványa volt, ahol 1932-ben szintén diplomát szerzett. Ezután Dohnányi Ernő művészképző osztályába járt, 1934-ben kapta kézhez állami művészi oklevelét. 1947–1948-ban állami ösztöndíjjal Rómában és Londonban járt, 1948-tól tanított a Zeneakadémián. 1973-tól több évig tanított Japánban az ottani egyik zeneakadémián, ahogy a magyarországi hangszeres pedagógia úttörője volt. Nyugalomba vonulása után tért vissza Magyarországra. Tekintélyes nemzetközi versenyeken rendszeresen zsűritag volt. 
Nemzetközileg ismert és megbecsült koncertező zongoraművész volt. Járatlan utak felfedezőjeként több újkori és ősbemutatót játszott, és műsorra tűzött akkoriban még alig ismert és alig játszott darabokat (jelentősek Liszt és Bartók interpretációi). Specialitása a 20. századi zongoramuzsika és kamarazene volt, a francia mesterek művein kívül kortársai népszerűsítéséért is sokat tett. Durkó Zsolt, Farkas Ferenc, Huzella Elek, Lajtha László, Mihály András, Soproni József, Szabó Ferenc, Szőnyi Erzsébet, Veress Sándor és sok kortársának műveit mutatta be és tartotta műsoron. 1962-ben Szávai Magda és Ujfalussy József társaságában kezdeményezte a Korunk kamarazenéje ciklust, amelynek keretében jelentős magyarországi bemutatók hangzottak el, többek közt az ő előadásában is.

## Díjai, elismerései
- Liszt Ferenc-díj (1957)
- Magyarország Érdemes Művésze díj (1971)
- Bartók Béla–Pásztory Ditta-díj (1998)[6]